# 무산대중당
무산대중당(일본어: 無産大衆党)은 전전 일본의 무산정당 중 하나다.
1928년(쇼와 3년) 제1회 보통선거(제16회 총선거) 이후 무산정당간 합동론이 높아졌다. 같은 해 3·15 사건으로 노동농민당 등 3개 단체가 정부에 의해 해산되자 이전에 노농당에 참여했던 노농파는 야마카와 히토시 등의 "공동전선당"을 내결고 7월 무산대중당을 결성, 스즈키 모키부로를 서기장으로 삼았다.
창당 5개월 뒤 일본농민당, 일본노농당, 규슈민헌당, 중부민중당 등 지방 무산정당들과 합병하여 일본대중당을 결성했다.